# Hwang He-suk
Hwang He-suk   (Pyongyang, 9 de desembre de 1945) va ser una jugadora de voleibol nord-coreana que va competir durant la 1970.
El 1972 va prendre part en els Jocs Olímpics de Múnic, on guanyà la medalla de bronze en la competició de voleibol.